# Trantor
 (janvier 2020).
Si vous disposez d'ouvrages ou d'articles de référence ou si vous connaissez des sites web de qualité traitant du thème abordé ici, merci de compléter l'article en donnant les références utiles à sa vérifiabilité et en les liant à la section « Notes et références ».
Dans le Cycle de l'Empire et le Cycle de Fondation d'Isaac Asimov, Trantor est une œcuménopole de 40 milliards d'habitants. Elle est la capitale de l'Empire galactique, sur lequel l'empereur et son administration règnent pendant plus de dix millénaires sur la Galaxie. Dédiée uniquement à la législation d’un Empire en pleine décadence et dépendant de plus d’une vingtaine d’autres planètes, Trantor était vouée à l’effondrement, à la suite du surplus d’importation et de stagnation. 

## Présentation
Dès sa colonisation, Trantor fut choisie comme capitale des empires qui s'y succédèrent, pour deux raisons. D'abord, elle est la planète habitable la plus proche du noyau galactique ; ensuite, son activité tellurique (tremblements de terre ou volcans) est pratiquement nulle. À partir du 12e millénaire, après plus de 10 000 ans à la tête du plus vaste empire de l'Humanité, sa surface est quasi-intégralement recouverte de dômes, à l'exception de l'Enclave impériale. Elle est urbanisée dans des niveaux souterrains qui descendent parfois jusqu'à 3 kilomètres sous terre. Le phénomène est tellement important que le niveau du sol devient parfois difficile à situer. Des puits thermiques, assistés de centrales nucléaires et solaires en orbite, fournissent l'énergie de la planète. Il faut 20 planètes agricoles et des milliers d'astronefs chaque jour pour nourrir les Trantoriens. Trantor abrite également l'Enclave impériale, domaine privilégié de l'Empereur et centre de la Galaxie, composée :
- du Palais Impérial, Siège du Gouvernement Impérial et résidence de l'Empereur, dans son Petit Palais. Il s'agit du deuxième plus grand édifice de la Galaxie, et son escalier contient le plus grand nombre de marches de tout l'Empire ;
- de la Bibliothèque Impériale, institution neutre, et plus ancienne que l'Empire Galactique lui-même, gardienne de l'ensemble du savoir humain. Il s'agit du plus grand édifice de la Galaxie, et son escalier est le deuxième plus grand de l'Empire ;
- de l'Université Impériale, parfois confondue avec la Bibliothèque, qui est l'Université la plus prestigieuse du Système Universitaire Impérial. Elle était autrefois recouverte d'un monstrueux dôme polarisant.

La population maximale de Trantor a été fixée par la loi à 45 000 000 000 habitants, chiffre atteint à la fin du 12e millénaire. En raison de ce nombre exceptionnel d'habitants, le suicide est une démarche légale sur Trantor. Selon l’Encyclopedia Galactica, la grande majorité des Trantoriens sont des fonctionnaires ; cet argument semble pourtant erroné : on apprend par exemple pendant la Fuite que les Dahlites sont ouvriers et que les Mycogéniens travaillent dans des cultures hydroponiques. Les médias sont également très présents sur Trantor. On peut notamment citer les Nouvelles Impériales, l'organe officiel du Gouvernement Impérial, et TrantorVision ou la H.V. Trantorienne pour l'holovision. Dans les derniers siècles de l'Empire, la mode est aux unicombis criardes sur Trantor, et ce fait devint, après la Chute de l'Empire galactique, le symbole du déclin impérial et de la fin de l'immense capitale.

## Secteurs administratifs de Trantor
Voici le nom et la liste de certains secteurs de Trantor (sur un total de 800) :
- Secteur de Kan, situé au pôle Sud de la planète. De ce fait, le secteur de Kan joue un rôle clé dans l'évacuation de la chaleur produite par Trantor. Cela confère une certaine importance aux maires de Kan, qui à l'époque du roman Prélude à Fondation aspirent à accéder au trône impérial.

- Secteur impérial, résidence de l'Empereur. C'est la seule partie de Trantor qui ne soit pas recouverte de dômes et possède de vastes jardins. Initialement, les jardins du secteur impérial étaient ouverts à tous les citoyens de Trantor, mais avec le déclin de l'empire, les mesures de sécurité entourant le secteur impérial se durcirent, et le secteur impérial devint véritablement une enclave sécurisée dans Trantor.

- Secteur de Mycogène, secteur quasiment indépendant qui vit en communauté fermée (les étrangers y sont en général interdits). Le secteur de Mycogène connait une grande prospérité grâce à ses cultures de levures. Les mycogéniens vivent dans le souvenir de leur planète perdue (qui est en fait Aurore, première planète colonisée par les terriens) et suivent de ce fait des règles de vies très strictes : tout le monde a la tête épilée à la puberté (cheveux et sourcils inclus ; on ne sait rien du reste du corps...) et les femmes sont considérées comme des citoyens inférieurs.

- Secteur de Streeling, celui qui abrite la prestigieuse Université de Streeling. Hari Seldon s'y réfugie pendant la Fuite avec Dors Venabili, et y effectue par la suite la majeure partie de ses travaux (à l'exception de la période où il fut Premier ministre de Cléon). Ainsi, l'université accueille le département de Psychohistoire. Il est à noter que, par tradition, le gouvernement impérial n'a pas d'emprise sur le campus de l'université.

- Secteur de Dahl, secteur défavorisé de Trantor. Ses habitants sont pauvres, violents et travaillent souvent aux puits thermiques. Les habitants du secteur sont les Dahlites, qui peuvent être rapprochés dans le monde réel aux dalits. C'est dans ce secteur que Hari Seldon rencontre son futur collaborateur Yugo Amaryl et son futur fils adoptif Raych Seldon.

## Après l'Empire
Pendant la période de l'effondrement de l'Empire, ce qui reste de gouvernement impérial est transféré à Neotrantor. En 258 de l'ère de Fondation, Trantor elle-même est mise à sac par le chef de guerre Gilmer. En un siècle, sa population tombe à 100 000 habitants. Seule l'Université, défendue par ses étudiants, échappe au pillage. En 298, à l'époque du Mulet, une communauté de fermiers s'est installée sur le terrain de l'ancien parc impérial ; elle approvisionne l'Université. Deux générations plus tard, en 376, la jeune Arkady Darell, née sur Trantor mais élevée sur Fondation, revient sur sa planète natale alors qu'elle enquête sur le mystère de la Seconde Fondation ; elle est aidée par un fermier trantorien, Preem Palver.
Après la chute du premier Empire galactique et le sac de la capitale, Trantor ne peut plus recourir aux importations agricoles massives en provenance des planètes vassales. Ses habitants doivent nettoyer les amas de débris et pratiquer de nouveau l'agriculture pour assurer leur autosuffisance alimentaire.

## Influence
La planète Coruscant, de l'univers Star Wars, de même que les univers d'Hypérion et Endymion de Dan Simmons, sont, comme Trantor, des mégapoles futuristes, des mondes presque entièrement urbanisés dont la survie dépend de l'exploitation de lointains espaces agricoles.